# Geografía de Colombia
El territorio de la República de Colombia está situado en la esquina noroccidental de América del Sur y tiene un área continental de 1.141.748 km² más un área marítima de 928.660 km². Colombia es el vigésimo sexto país más grande del mundo y el cuarto en Sudamérica, después de Brasil, Argentina y Perú. El país tiene soberanía en el mar Caribe, el océano Pacífico, la selva amazónica, la cuenca del Orinoco y los Andes. Colombia se divide administrativamente en departamentos, municipios, territorios indígenas, regiones y provincias.
Numerosas entidades e investigadores nacionales e internacionales han desarrollado los estudios geográficos de Colombia desde el siglo XIX; entre los cuales cabe destacar los realizados por el Barón de Humboldt, Eliseo Reclus, Agustín Codazzi, Ernesto Guhl, entre otros.
Actualmente la entidad oficial encargada del estudio de la geografía colombiana es el Instituto Geográfico Agustín Codazzi. Entre las instituciones académicas y de consulta están la Universidad Nacional de Colombia, la Universidad de los Andes y la Sociedad Geográfica de Colombia.

## Localización

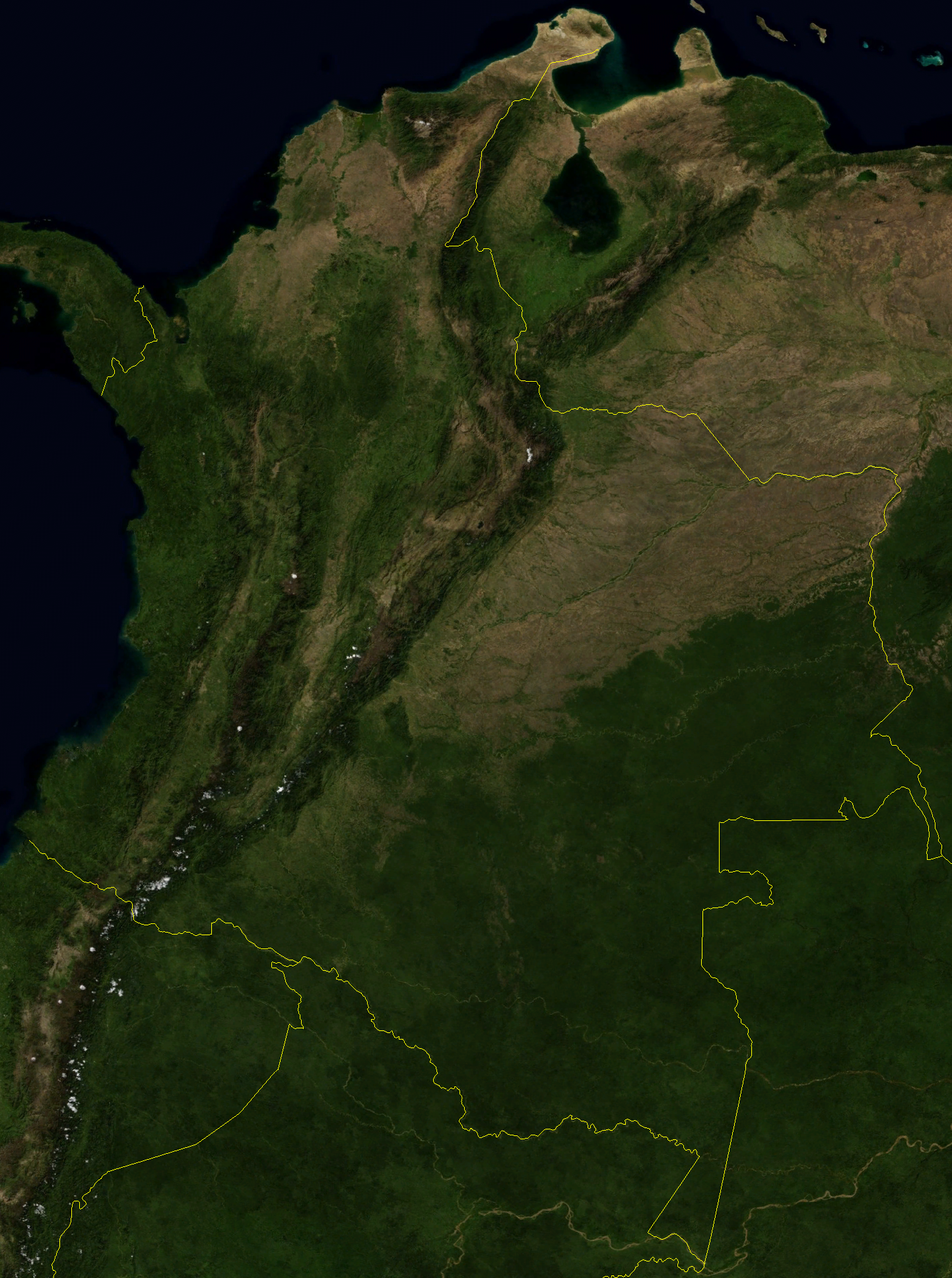
Mapa satelital de Colombia.

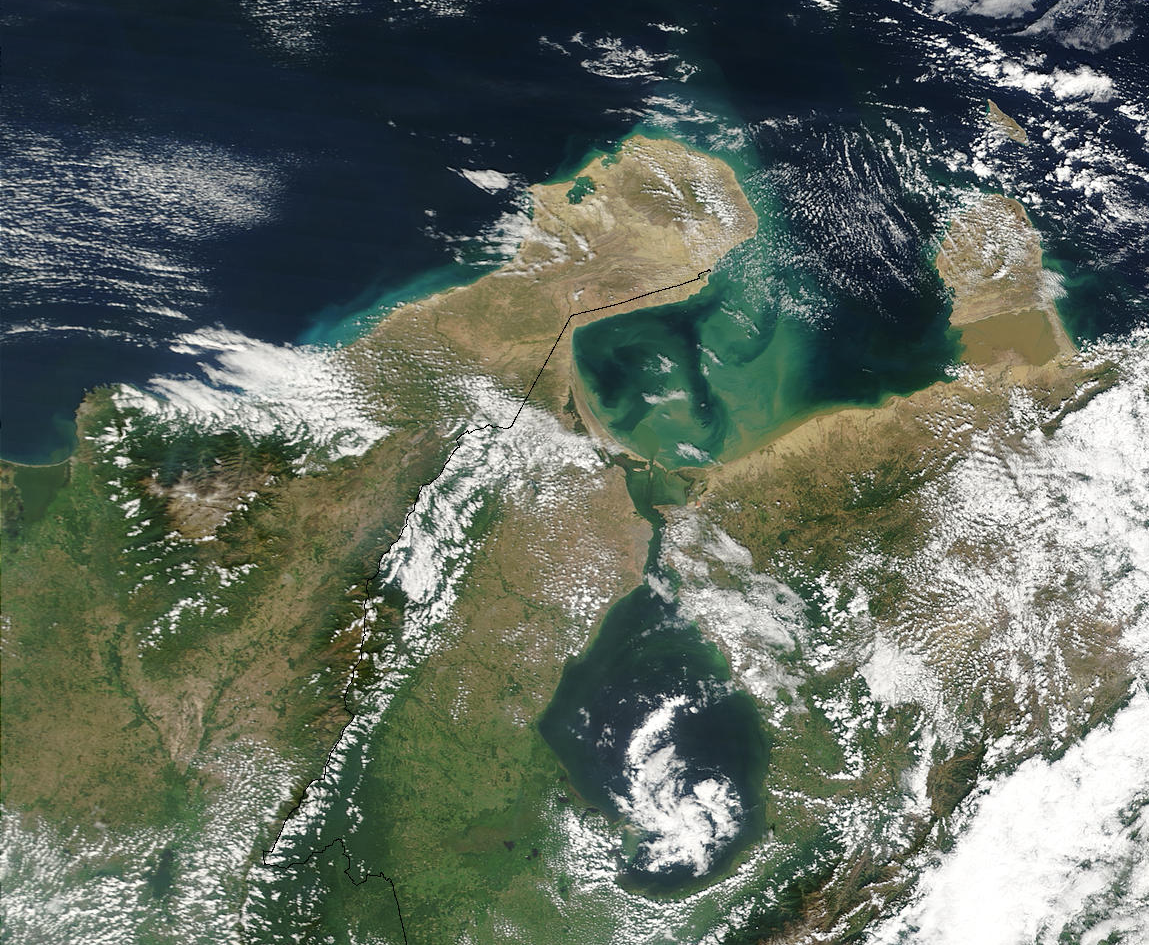
La península de La Guajira, en el extremo norte de Colombia.

La República de Colombia ocupa el 0,84% de la superficie continental. Se encuentra al extremo norte de Suramérica, ubicada entre la gran selva amazónica, Panamá y los océanos Pacífico y Atlántico (de los cuales recibe fuertes influencias climáticas), siendo además cruzada por la gran cordillera andina, lo que origina una gran variedad de climas y ecosistemas, muchos de ellos propios del país. 
Su posición privilegiada no solamente proviene de ser el único país de América del Sur que posee dos costas: en el mar Caribe y en el océano Pacífico (y por tanto una extensa plataforma continental), sino además de que se encuentra en la parte media del continente americano, lo que facilita su comunicación con todos los continentes.
Su territorio es cruzado por la línea ecuatorial, dividiendo de este modo el territorio en los hemisferios norte y sur. Debido a estas condiciones Colombia no sufre de estaciones, por lo cual no tiene que soportar temperaturas extremas ni a los estragos sufridos por estas. Además la cercanía al ecuador le garantiza un segmento importante de la órbita geoestacionaria, del espacio aéreo y del espacio electromagnético.
Los puntos extremos del territorio continental colombiano están al norte en Punta Gallinas, en la península de la Guajira, latitud 12° 30′ 46″ Norte. Por el sur en la Boca de la quebrada San Antonio, en inmediaciones del Trapecio amazónico y localizado en latitud 4° 13′ 30″ Sur. Hacia el este tiene como punto de referencia la Isla de San José en el río Negro, frente a la Piedra del Cocuy, localizada en longitud 66° 50′ 54″ Oeste. Por el oeste, el Cabo Manglares, en el departamento de Nariño localizado en longitud 79° 01′ 23″ Oeste.

## Límites

Trazados y delimitaciones de fronteras de Colombia con sus vecinos, desde 1810 hasta la actualidad.

Los límites de Colombia se pueden dividir en dos grupos: los naturales y los políticos. Los naturales son aquellas impuestas por la naturaleza y que definen el área geográfica del país. Estos son:
- Norte: el mar Caribe.
- Sur: las selvas del Amazonas y las sierras andinas.
- Occidente: el océano Pacífico y el istmo de Panamá.
- Oriente: los llanos del Orinoco.

Las fronteras políticas son diferentes. Estas son determinadas por acuerdos y tratados entre los gobiernos de dos (o más) países y que delimitan la soberanía del país sobre ciertos territorios. Colombia por ser país bioceánico posee tanto fronteras en su territorio continental como en su parte marítima.

### Fronteras terrestres
Colombia limita al norte, en su territorio continental, con el Mar Caribe, con un litoral de 1900 km y un área de 589.160 km².
Por el sur limita con el Ecuador, con una longitud de 586 km de frontera (Tratado Muñoz Vernaza-Suárez, 15 de agosto de 1916) y con el Perú con 1.626 km de frontera (Tratado Salomón-Lozano, 24 de marzo de 1922 y Protocolo de Río, 24 de mayo de 1934).
Hacia el noroeste limita con Panamá cubriendo un total de 266 km de frontera (Tratado Vélez-Victoria, 20 de agosto de 1924) y con el Océano Pacífico con el que tiene 1300 km de litoral.
Hacia el este limita con Venezuela con 2.219 km de frontera (Laudo Español, 16 de marzo de 1892; arbitraje suizo, 24 de marzo de 1892 y Tratado López de Mesa-Gil Borges, 5 de abril de 1941). Con el Brasil limita con 1.645 km de frontera (Tratado Vásquez Cobo-Martins, 24 de abril de 1907; Tratado García Ortiz-Mangabeira, 15 de noviembre de 1928).

### Fronteras marítimas
Colombia también cuenta las fronteras marítimas. En el Mar Caribe limita con Nicaragua (Tratado Esguerra-Bárcenas, 24 de marzo de 1928) en el meridiano 82. Con Panamá: Tratado Liévano - Boyd, del 20 de noviembre de 1976. Con Costa Rica por el Tratado Fernández-Facio del 17 de marzo de 1977, con República Dominicana por el Tratado Liévano-Jiménez del 13 de enero de 1978, Haití por el Tratado Liévano-Brutus del 17 de febrero de 1978, con Honduras por el Tratado Ramírez-López del [2 de agosto de 1986, con Jamaica por el Tratado Sanin-Robertson del 12 de noviembre de 1993 y con Venezuela que no ha sido definida.
En el Océano Pacífico limita con el Ecuador por el Tratado Liévano-Lucio del 23 de agosto de 1975. Con Panamá por el Tratado-Liévano Boyd del 20 de noviembre de 1976 y con Costa Rica por el Tratado Lloreda-Gutiérrez, 6 de abril de 1984.

## Geografía política

Departamentos de Colombia.

Municipios de Colombia.

Según la Constitución de 1991, Colombia está dividida en 32 departamentos y un único distrito capital (Bogotá). Actualmente hay aproximadamente 1.123 municipios entre los que están el Distrito Capital, y los distritos de Barranquilla, Cartagena, Santa Marta y Buenaventura (en el año 2009, por decisión de la Corte Constitucional, el acto legislativo tramitado en 2007 que daba carácter de distrito a las ciudades Tunja, Cúcuta, Popayán, Turbo y Tumaco fue en gran parte declarado inexequible, dando esta distinción únicamente a Buenaventura).
| #  | Departamento | Capital               |
| -- | ------------ | --------------------- |
| 1  | Amazonas     | Leticia               |
| 2  | Antioquia    | Medellín              |
| 3  | Arauca       | Arauca                |
| 4  | Atlántico    | Barranquilla          |
| 5  | Bolívar      | Cartagena             |
| 6  | Boyacá       | Tunja                 |
| 7  | Caldas       | Manizales             |
| 8  | Caquetá      | Florencia             |
| 9  | Casanare     | Yopal                 |
| 10 | Cauca        | Popayán               |
| 11 | Cesar        | Valledupar            |
| 12 | Chocó        | Quibdó                |
| 13 | Córdoba      | Montería              |
| 14 | Cundinamarca | Bogotá                |
| 15 | Guainía      | Puerto Inírida        |
| 16 | Guaviare     | San José del Guaviare |
| 17 | Huila        | Neiva                 |

| #  | Departamento             | Capital        |
| -- | ------------------------ | -------------- |
| 18 | La Guajira               | Riohacha       |
| 19 | Magdalena                | Santa Marta    |
| 20 | Meta                     | Villavicencio  |
| 21 | Nariño                   | Pasto          |
| 22 | Norte de Santander       | Cúcuta         |
| 23 | Putumayo                 | Mocoa          |
| 24 | Quindío                  | Armenia        |
| 25 | Risaralda                | Pereira        |
| 26 | San Andrés y Providencia | San Andrés     |
| 27 | Santander                | Bucaramanga    |
| 28 | Sucre                    | Sincelejo      |
| 29 | Tolima                   | Ibagué         |
| 30 | Valle del Cauca          | Cali           |
| 31 | Vaupés                   | Mitú           |
| 32 | Vichada                  | Puerto Carreño |
|    | Distrito                 |                |
|    | Bogotá, distrito capital |                |

## Regiones naturales

Regiones naturales de Colombia.

Colombia tiene cinco regiones naturales continentales y una región natural marítima:
- Región Amazónica: parte sur de la región oriental de Colombia, región plana de baja altitud. Puede verse o bien como la cuenca plana del Río Amazonas o como la región de la Selva Amazónica de Colombia.

- Región Andina: corresponde a la parte colombiana de los Andes, incluyendo a los valles interandinos de los ríos Cauca y Magdalena.

- Región Caribe: comprende las llanuras costeras del Caribe colombiano y los grupos montañosos de la región que no pertenecen a los Andes como los Montes de María y la Sierra Nevada de Santa Marta.

- Región Costa Pacífica: comprende las llanuras costeras del Pacífico colombiano y los grupos montañosos de la región que no pertenecen a los Andes, en particular la Serranía del Baudó.

- Región Insular: comprende a las islas colombianas que no son consideradas islas costeras como el Archipiélago de San Andrés y Providencia en el Mar Caribe occidental y la Isla de Malpelo en el Océano Pacífico.

- Región Orinoquía: norte de la región oriental de Colombia, región plana de baja altitud. Puede verse o bien como la cuenca plana del Río Orinoco o como la región de Llanos Orientales de Colombia.

## Clima

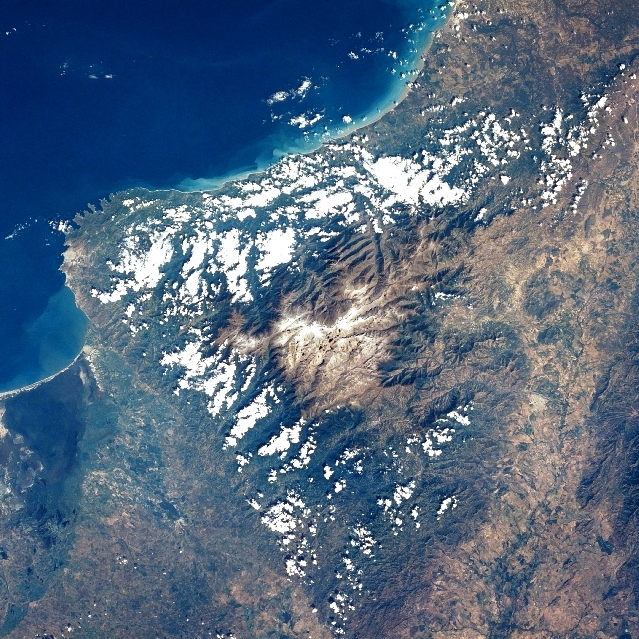
La Sierra Nevada de Santa Marta presenta diversos climas. Desde frías nieves perpetuas en los picos a las cálidas playas del Mar Caribe.

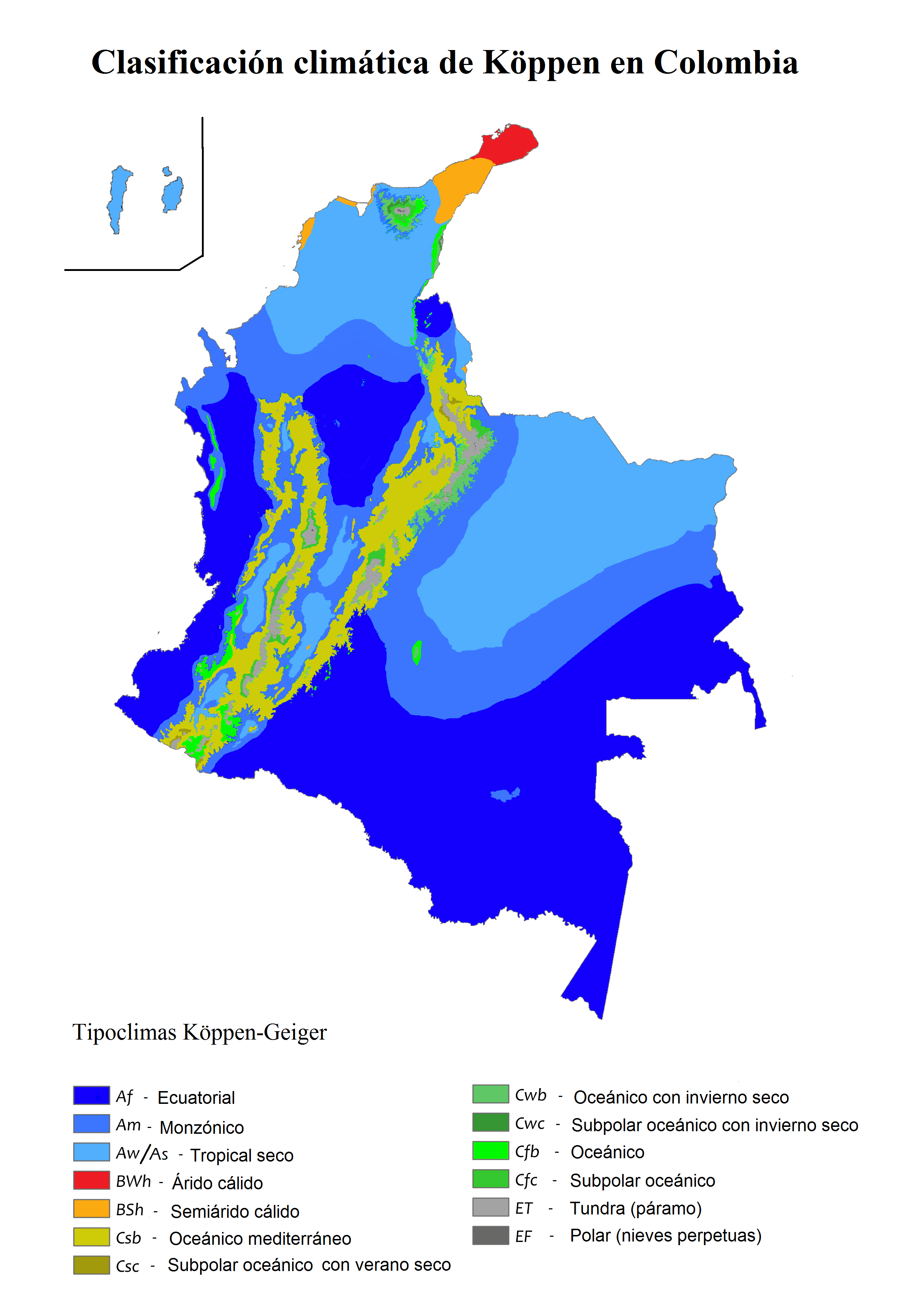
Mapa según el esquema de Koppen en Colombia.

El 90 % del territorio de Colombia está ubicado al norte de la línea ecuatorial, y el departamento del Amazonas al sur. Si bien el territorio está completamente en la zona intertropical, los climas de las diferentes regiones varían considerablemente gracias a las diferentes alturas que pueden ir desde el nivel del mar hasta casi 6 km. Los climas colombianos se pueden clasificar de la siguiente manera:

### Según pisos térmicos
- Piso térmico cálido o tierra caliente: desde los 0m hasta los 1000m, temperatura media superior a 23 °C
- Piso térmico templado o tierra templada: desde los 1000m hasta los 2000m, temperatura media entre 17 °C y 23 °C
- Piso térmico frío o tierra fría: desde los 2000m hasta los 3000m, temperatura media entre 10 °C y 17 °C
- Piso térmico páramo: desde 3000m hasta los 4200m, temperatura entre 0 °C y 10 °C
- Nieves perpetuas: desde los 4200m, zonas y picos nevados, temperatura inferior a 0 °C.

### Según Köppen
Según la clasificación climática de Köppen se presentan diversos tipos de climas en el país:
- Clima tropical A: este varía a su vez entre muy húmedo, como en el Pacífico y el Amazonas (clima ecuatorial Af y monzónico Am), hasta periodos diferentes de humedad como en gran parte de la Región Caribe, valles interandinos y los Llanos (clima tropical de sabana y seco Aw y As).
- Clima seco B: este tiene que ver con los semidesiertos y desiertos y es preferiblemente caliente (semiárido cálido BSh y árido cálido BWh, como el de la península de La Guajira o la Tatacoa.
- Clima templado C: Tipo oceánico Cfb y mediterráneo Csb principalmente, generalmente húmedo en invierno y seco en verano. Varía desde los 22 °C, como en la ciudad de Medellín o Pereira, templado 17 °C como en Manizales, hasta frío 14 °C, como en la ciudad de Bogotá o Pasto.
- Clima polar o frío E: se encuentra en los páramos (clima de tundra ET) y picos nevados de las montañas del país (clima gélido o glacial EF).

Los climas en los principales centros urbanos de Colombia en ambos modelos son los siguientes:
- Distrito Capital de Bogotá: Csb (Oceánico mediterráneo), piso frío (altitud: 2600 m s. n. m.).
- Área metropolitana de Medellín: Am (Tropical monzónico), hacia la zona céntrica, piso templado (altitud 1.560 m s. n. m.), hacia el norte piso cálido, hacia el sur piso frío.
- Área metropolitana de Cali: As (Tropical seco), piso cálido.
- Área metropolitana de Barranquilla: Aw (Tropical de sabana), piso cálido.
- Área metropolitana de Bucaramanga: Am (Tropical monzónico), piso cálido-templado.

Algunos fenómenos climáticos que se dan en Colombia son los huracanes, los cuales azotan la región adyacente al Mar Caribe afectando el área de La Guajira y las islas del archipiélago de San Andrés y Providencia. La Cordillera Oriental y el curso de los vientos alisios sirve de “barrera” natural que impide el ingreso de huracanes al resto de Colombia. Los huracanes que azotan al Caribe generan en cambio fuertes precipitaciones lluviosas en el país. 
Destaca la influencia de los fenómenos del Niño y la Niña en el país, con la capacidad de alterar el clima, principalmente las precipitaciones.
Las inundaciones en Colombia que ocurren en la temporada de lluvias afectan todas las regiones naturales del país, tanto en las llanuras bajas y cuencas de ríos como en las regiones montañosas. Las zonas colombianas con riesgo de inundaciones, según el Departamento Nacional de Planeación son la Depresión Momposina, en el que hay confluencia de los ríos Magdalena, Cauca, San Jorge y Cesar.

## Fisiografía
El territorio continental de Colombia está dividido en tres grandes regiones por su relieve: las llanuras costeras ubicadas al norte y occidente del país, el centro formado por la Cordillera de los Andes y sus estribaciones, y el oriente formado por planicies.
Colombia es aproximadamente un 40% montañoso. El relieve colombiano se configuró en la era secundaria, cuando los procesos geológicos de plegamiento y subducción llevaron a que las aguas del océano se retiraran, permitiendo el surgimiento de las cordilleras Occidental y Central. En la era terciaria surgió la cordillera Oriental y los sistemas independientes.

### Sistema andino
La Cordillera de los Andes recorre una parte significativa del territorio colombiano y constituye uno de los principales sistemas orográficos del país. En Colombia, los Andes se dividen en tres ramales o vertientes: la cordillera Occidental, la cordillera Central y la cordillera Oriental. 
El punto de origen de esta ramificación es el Nudo de los Pastos, ubicado en el departamento de Nariño, cerca de la frontera con Ecuador. En esta zona se localizan importantes volcanes activos y extintos, entre ellos el volcán Galeras, el volcán Cumbal y el volcán Azufral. Asimismo, en el Nudo de los Pastos se diferencian las altiplanicies de Túquerres e Ipiales, que forman parte del relieve altoandino de la región.
Las tres cordilleras, junto con los valles interandinos, conforman la región andina del país, caracterizada por una gran diversidad climática, alta densidad poblacional y una importante actividad agrícola, minera e industrial.

### Sistemas periféricos
Son los sistemas que por su situación o constitución se les considera independiente al sistema andino, la mayoría de los cuales se hallan en cercanías de las costas Caribe y Pacífica o en la región de los llanos.
Entre los principales sistemas montañosos costeros se encuentran la Sierra Nevada de Santa Marta, los Montes de María, la Serranía del Baudó, la Serranía del Darién, la Serranía de los Saltos y las montañas de la Guajira.
En tanto lo que se refiere a la región oriental, destacan la sierra de la Macarena, la sierra de Chiribiquete, la sierra de Tunahí, la Serranía de Caranacoa, la Serranía del Naquén, la Serranía de Araracuara y Mesetas de Yambí.
La mayoría de estas son formaciones del escudo de las Guayanas, una de las zonas geológicas más antiguas de América.

### Volcanes y zonas sísmicas
El territorio colombiano pertenece al Cinturón de Fuego del Pacífico y al cinturón volcánico de los Andes, por lo que los sistemas montañosos y algunas islas son de origen volcánico. De la misma manera los sismos demuestran la actividad tectónica del territorio. Los principales volcanes son volcán Chiles, volcán Galeras, la cadena volcánica de los Coconucos (la cual es una agrupación de 15 volcanes geográficamente próximos entre los que están los volcanes del Puracé, el Azufral, el Doña Juana, el Sotará y otros), Nevado del Ruiz y el Nevado del Huila.

### Nevados
Debido a la gran altitud de la cordillera de los Andes y la ubicación de algunos de sus picos en zonas de baja temperatura, en Colombia aún persisten glaciares en seis nevados principales. Estos son: Sierra Nevada del Cocuy, Sierra Nevada de Santa Marte,  Nevado del Ruiz, Nevado del Huila, Nevado del Tolima y Nevado de Santa Isabel. Estas masas de hielo representan los últimos glaciares del país y son consideradas indicadores clave del cambio climático en los ecosistemas tropicales de alta montaña. 
Según el Instituto de Hidrología, Meteorología y Estudios Ambientales (IDEAM), Colombia ha perdido cerca del 90 % de su superficie glaciar desde finales del siglo XIX, quedando actualmente aproximadamente 33 km² de cobertura de hielo, distribuidos entre los seis nevados activos.
Estos glaciares tienen importancia ecológica, hídrica y cultural. Proveen agua a ecosistemas de páramo, influyen en el ciclo hidrológico y son parte del patrimonio natural y simbólico de diversas comunidades andinas e indígenas del país.

## Hidrografía

Ríos de Colombia.

Colombia tiene dos grandes vertientes: la del Océano Pacífico, con cuencas pequeñas de ríos cortos pero caudalosos y la del Océano Atlántico, con tres grandes cuencas; la del río Amazonas, la del río Orinoco y la del mar Caribe.
- Vertiente Atlántica: abarca los ríos que nacen en el sistema andino y la Sierra Nevada de Santa Marta. Generalmente éstos tienen un curso largo y son navegables en su mayor parte. Sus principales ríos son los ríos Magdalena, Cauca, Atrato, Nechí y Sinú, por parte de la cuenca caribeña; el Arauca, Guaviare, Inírida, Meta y Vichada, en la cuenca del Orinoco; y el Putumayo, Caquetá, Apaporis y Caguán, en la cuenca del Amazonas.

- Vertiente Pacífica: sus ríos nacen en la cordillera Occidental, por lo que son cortos y torrentosos, con pocas partes navegables. Los principales ríos son el Baudó, Patía y San Juan.

Colombia igualmente posee cuerpos de agua importantes, denominados lagunas y ciénagas. Mientras las lagunas colombianas se sitúan sobre los 3000 m s. n. m. y se originan por el deshielo o deslizamientos que represan el surso de agua de algunos ríos, las ciénagas se forman en terrenos bajos y pantanosos alimentándose del flujo y las crecientes de los ríos.
Algunas lagunas y ciénagas de volumen considerable de agua son la Ciénaga Grande de Santa Marta, la Ciénaga de Zapatosa, la Ciénaga de Ayapel, la Laguna de la Cocha, la Laguna de Tota, la Laguna de Fúquene, la Laguna de Guatavita, entre otras.

## Parques nacionales naturales

Parques naturales de Colombia.

Colombia posee 59 áreas protegidas bajo el amparo del «Sistema Nacional de Áreas Protegidas» (SINAP) que tiene como elemento más destacado a nivel nacional el «Sistema de Parques Nacionales Naturales» (SPNN). Estas áreas abarcan una extensión de más de 12.602.320,7 hectáreas (126.023,21 kilómetros cuadrados) y suponen más de un 11,04% del territorio continental colombiano.

## Geología
Colombia se encuentra ubicada en la esquina noroccidental de la placa Sudamericana. Las placas del Caribe, la de Nazca y la de Cocos, atraviesan algunas zonas del territorio continental y marítimo de Colombia.
En Colombia, las placas tectónicas producen fallas en dirección SE-NW. Un ejemplo de ello ocurre en la falla Romeral en el departamento del Cauca, específicamente en el Patía-Soapaga. También se presentan fallas de esta clase en algunas zonas de cordillera Oriental. Existe otro tipo de fallas conocidas como de rumbo, como la falla de Bucaramanga-Santa Marta, la cual desplazó varios kilómetros la Sierra Nevada de Santa Marta en sentido noreste. En términos geológicos, la cordillera Central fue la primera cadena montañosa que surgió en Colombia, la segunda fue la Occidental y posteriormente emergió la Oriental, en la cual se han encontrado restos de fósiles en zonas cercanas a Villa de Leyva y el Altiplano cundiboyacense.

## Fenómenos naturales

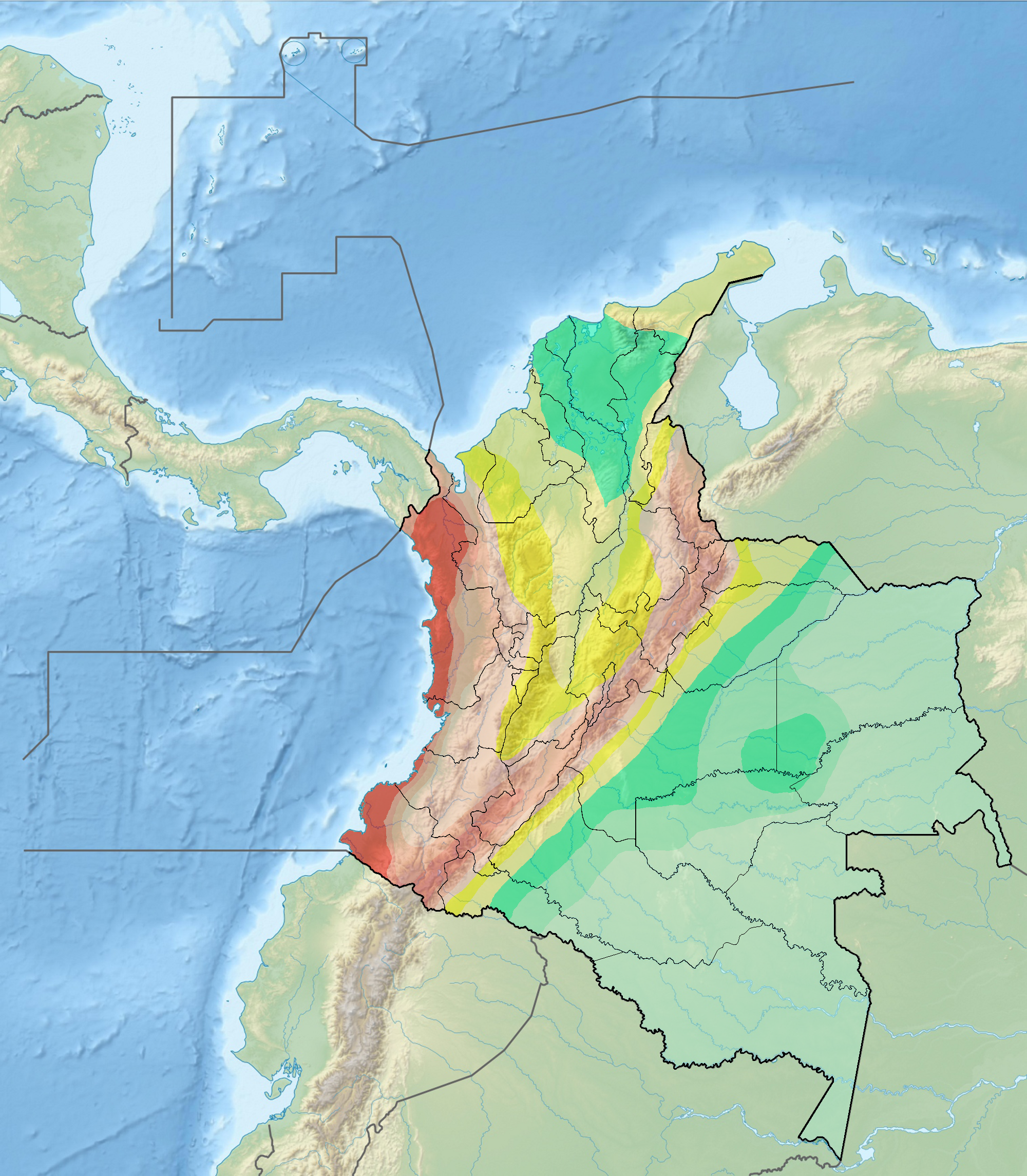
Amenaza sísmica de Colombia.

El territorio colombiano afronta los siguientes fenómenos naturales para los cuales existen entidades oficiales y no gubernamentales que trabajan en la prevención de efectos desastrosos:
Terremotos, tsunamis y erupciones volcánicas: los terremotos son frecuentes en Colombia, especialmente en la región Andina y del Pacífico dado que los Andes son origen del choque de las placas tectónicas suramericana y de Nazca. De allí la presencia de múltiples volcanes, muchos de ellos activos y semiactivos como el volcán Arenas o el volcán Puracé. Los tsunamis son menos frecuentes, pero también han sido reportados. Los terremotos, tsunamis y erupciones volcánicas del siglo XX más célebres fueron los siguientes:
- Terremoto de Popayán: 5,5 en la escala de Richter, 31 de marzo de 1983.
- Terremoto y tsunami de Nariño: 7,9 en la escala de Richter (MS), 12 de diciembre de 1979.
- Desastre de Armero, erupción del nevado del Ruiz: 13 de noviembre de 1985.
- Terremoto de Armenia: 6,1 en la escala de Richter, 25 de enero de 1999.
- Huracán Iota: categoría 5, 16 de noviembre de 2020.